# Zarubińce (hromada Skałat)
Zarubińce (ukr. Зару́бинці) – wieś na Ukrainie w rejonie tarnopolskim należącym do obwodu tarnopolskiego. Do 1939 r. w posiadaniu hr. Zaleskich herbu Dołęga.
Do 2020 w rejonie podwołoczyskim.